# 12A busz (Székesfehérvár)
A székesfehérvári 12A jelzésű autóbusz a Csapó utca és a Sóstói bevásárlóközpont között közlekedik. A 12-es busz betétjárata, az Autóbusz-állomástól megegyező útvonalon közlekednek összehangolt menetrenddel. A viszonylatot a Volánbusz üzemelteti.

## Története
2013. július 1-jétől csak óránként közlekedik – kivéve reggel 6 és 7 óra között, amikor két járat indul.
2017. május 1-jétől szabadnapokon nagyészt a délelőtti időszakban is közlekedik óránkénti indulásokkal (a Csapó utcától 7:05 és 13:05 között ill. 13:50-kor, az Auchantól pedig 7:25 és 13:25 között ill. 14:10-kor).

## Útvonala
| Sóstói bevásárlóközpont felé | Csapó utca felé |
| --- | --- |
| Csapó utca vá. – Selyem utca – Piac tér – Vörösmarty tér – Széchenyi utca – Börgöndi út – Akácfa utca – Szárcsa utca – Sárkeresztúri út – Sóstói bevásárlóközpont vá. | Sóstói bevásárlóközpont vá. – Sárkeresztúri út – Szárcsa utca – Akácfa utca – Börgöndi út – Széchenyi utca – Vörösmarty tér – Piac tér – Halász utca – Csapó utca vá. |

## Megállóhelyei
| 0  | Csapó utca végállomás              | 18 | 11A, 13A, 15, 15Y, 17, 42, 43, 44 | Tolnai Utcai Általános Iskola                                                     |
| 2  | Autóbusz-állomás                   | 16 | 10, 11, 11A, 12, 12Y, 13, 13A, 13G, 13Y, 14, 14G, 15, 15Y, 26, 26A, 26G, 27, 36, 37, 38, 40, 41, 42, 43, 44 707, 718, 747, 748, 749, 750, 751, 757, 758, 759, 8000, 8001, 8002, 8010, 8011, 8013, 8030, 8032, 8033, 8035, 8037, 8039, 8040, 8046, 8047, 8048, 8049, 8050, 8055, 8060, 8062, 8065, 8066, 8067, 8068, 8069, 8070, 8078, 8080, 8086, 8090, 8092, 8093, 8095, 8096, 8097, 8098, 8099 1172, 1173, 1174, 1204, 1205, 1215, 1229, 1507, 1510, 1512, 1529, 1563, 1706, 1707, 1734, 1758, 1803, 1808, 1809, 1822, 1823, 1824, 1826, 1840, 1841, 1842, 1843, 1844, 1845, 1853 | Autóbusz-állomás, Alba Plaza, Belváros                                            |
| 4  | Református Általános Iskola        | 14 | 11, 11A, 11G, 12, 12Y, 13, 13A, 13G, 13Y, 15, 15Y, 22, 23, 23E, 24, 25, 26, 26A, 36, 37, 38, 40, 41, 43, 44 | Református templom, Talentum Református Általános Iskola, József Attila Kollégium |
| 6  | Horvát István utca                 | 12 | 11, 11A, 11G, 12, 12Y, 15, 15Y, 40, 41 8040, 8046, 8047, 8048, 8049 |                                                                                   |
| 8  | Széchenyi utca 113.                | 10 | 12 | Korona Zrt., Arzenál Szerszámáruház                                               |
| 9  | Sárkeresztúri út / Börgöndi út     | 9  | 12 | IKARUS Szerviz és Logisztikai Kft., PAKOLE Kft.                                   |
| 11 | Börgöndi út / Akácfa utca          | 7  | 12 | KNYKK-telephely                                                                   |
| 12 | Akácfa utca                        | 6  | 12 8040, 8046, 8048, 8049 | Kékszakáll Panzió                                                                 |
| 14 | Juharfa utca                       | 4  | 12, 15, 15Y | Fejérvíz Zrt.                                                                     |
| 15 | Domb utca                          | 3  | 12, 15, 15Y |                                                                                   |
| 16 | Őrhalmi szőlők                     | 2  | 12, 15, 15Y 8040, 8046, 8048, 8049 |                                                                                   |
| 18 | Sóstói bevásárlóközpont végállomás | 0  | 11A, 12, 15 | Auchan                                                                            |